# Heinrich Nicolaus Horstmann
Heinrich Nicolaus Horstmann (* 2. Juli 1817 in Kassel; † 7. September 1884 in Marburg) war ein deutscher Amtsarzt und Hochschullehrer für  Staatsarzneikunde.

## Werdegang
Horstmann studierte an der Universität Marburg Medizin. 1840 stiftete er das (neue) Corps Guestphalia Marburg. Nach der Promotion zum Dr. med. am 31. August 1839 hielt er sich 1840/41 studienhalber in Wien und Paris auf. Vom Sommersemester 1841 an arbeitete er als Gehilfsarzt an der Entbindungsanstalt in Marburg, um sich dann 1842 als praktischer Arzt in Barchfeld niederzulassen. 1847 wechselte er in gleicher Funktion nach Schmalkalden. Im Jahr 1850 wurde er zum Physikus und Amtswundarzt für das Amt Herrenbreitungen ernannt. 1853 erfolgte die Versetzung in gleicher Funktion nach Marburg. Er habilitierte sich 1854 in Marburg für Staatsarzneikunde 1867 erfolgte die Ernennung zum Sanitätsrat, am 24. Juni 1869 schließlich die Verpflichtung als außerordentlicher Professor an der Marburger Universität und anschließend die Ernennung zum Kreisphysikus. Während des Deutsch-Französischen Kriegs 1870/71 war er dirigierender Arzt des Reservelazaretts in Marburg. Er las im Rahmen seiner universitären Lehrverpflichtung zur Medicina publica für Mediziner und zur Medicina forensis für Juristen. Er wurde 66 Jahre alt.

## Sonstiges
Horstmann war Freimaurer, zunächst in der Gießener Loge Ludewig zur Treue; aus dieser Zeit ist seine Ansprache anlässlich der 50-Jahr-Feier überliefert. Er gehörte zu den Wiederbegründern der Marburger Freimaurerloge Marc Aurel zum flammenden Stern und war zeitweise deren Meister vom Stuhl.
Das Gemäldearchiv der Museumslandschaft Hessen Kassel verwahrt sowohl ein Kinderbildnis (mit beiden Geschwistern) als auch ein Bild als junger Mann. Beide sind in Öl auf Leinwand gemalt von Georg Sömmer.